# Kaitlyn Lusk
Kaitlyn Lusk (* im 20. Jahrhundert) ist eine US-amerikanische Sopranistin. 

## Wirken
Berühmt wurde sie durch ihren ersten großen Auftritt mit dem Baltimore Symphony Orchestra im Alter von 14 Jahren. Im weiteren Verlauf ihrer Karriere stand Lusk mit Keith Lockhart, Alexander Mickelthwate, Alistair Willis, Stuart Malina und Nicolas Palmer auf der Bühne. Zurzeit singt sie die Filmmusik zu Der Herr der Ringe von Howard Shore.